# Buenavista de Cuéllar
Buenavista de Cuéllar è un comune del Messico, situato nello stato di Guerrero, il cui capoluogo è la località omonima.
La municipalità conta 13.286 abitanti (2015) e ha un'estensione di 305,06 km².